# Hephthocara simum
Hephthocara simum is een  straalvinnige vissensoort uit de familie van naaldvissen (Bythitidae). De wetenschappelijke naam van de soort is voor het eerst geldig gepubliceerd in 1892 door Alcock.
De soort staat op de Rode Lijst van de IUCN als Onzeker, beoordelingsjaar 2009.